# 須佐神社 (出雲市)
須佐神社（すさじんじゃ）は、島根県出雲市にある神社である。須佐之男命の御魂を祀る古社。式内小社で、旧社格は国幣小社。出雲國神仏霊場第十八番。

## 歴史
『出雲国風土記』に、須佐之男命が各地を開拓した後に当地に来て最後の開拓をし、「この国は良い国だから、自分の名前は岩木ではなく土地につけよう」と言って「須佐」と命名し、自らの御魂を鎮めたとの記述がある。古来須佐之男命の本宮とされた。社家の須佐氏は、大国主神の子の賀夜奈流美命を祖とすると伝える。
旧社地は神社の北方にある宮尾山にあったとされる。現社地は盆地のほぼ中央部にあり、中世の時点ではすでにこの地にあったと考えられる。
『出雲国風土記』に「須佐社」と記載されている。『延喜式神名帳』に「須佐神社」と記載され、小社に列している。中世には「十三所大明神」「大宮大明神」、近世には「須佐大宮」と称した。
明治4年（1871年）に延喜式に記載される「須佐神社」に改称し、明治5年（1872年）に郷社に列格し、翌明治6年（1873年）に県社に、明治33年（1900年）に国幣小社に昇格した。

## 祭神
主祭神
- 須佐之男命

配祀神
- 稲田比売命 - 須佐之男命の妻
- 足摩槌命 - 稲田比売命の親
- 手摩槌命 - 稲田比売命の親・須佐家の祖神

## 施設
本殿・幣殿・拝殿
本殿は島根県指定文化財で、文久元年（1861年）建立。方2間（約4 m）、高さ約12 mの大社造で、向かって右の1間に入口となる階（きざはし）がある。。それ以前のものは、元応2年（1320年）の書の大宮古図では、方4間と記載されている。
神楽殿
社務所
潮（塩）の井
須佐之男命が自ら塩を汲み、この地を清めたと伝わる。日本海に続いてるとされ、日本海が満潮の時は井戸付近の地面に潮の花が吹く。分析すると「芒硝含有食塩泉」で弱アルカリ性との結果であった。
大杉
本殿の背後にあり、社伝によると、樹齢は1300年ほど推定され、幹周り7メートル、高さ30 m程度。江原啓之の「神社紀行」が発刊されて以降、この杉の樹皮を剥がして持ち帰る不心得者が多数現れた為、現在は幹の周辺に柵がめぐらされている。

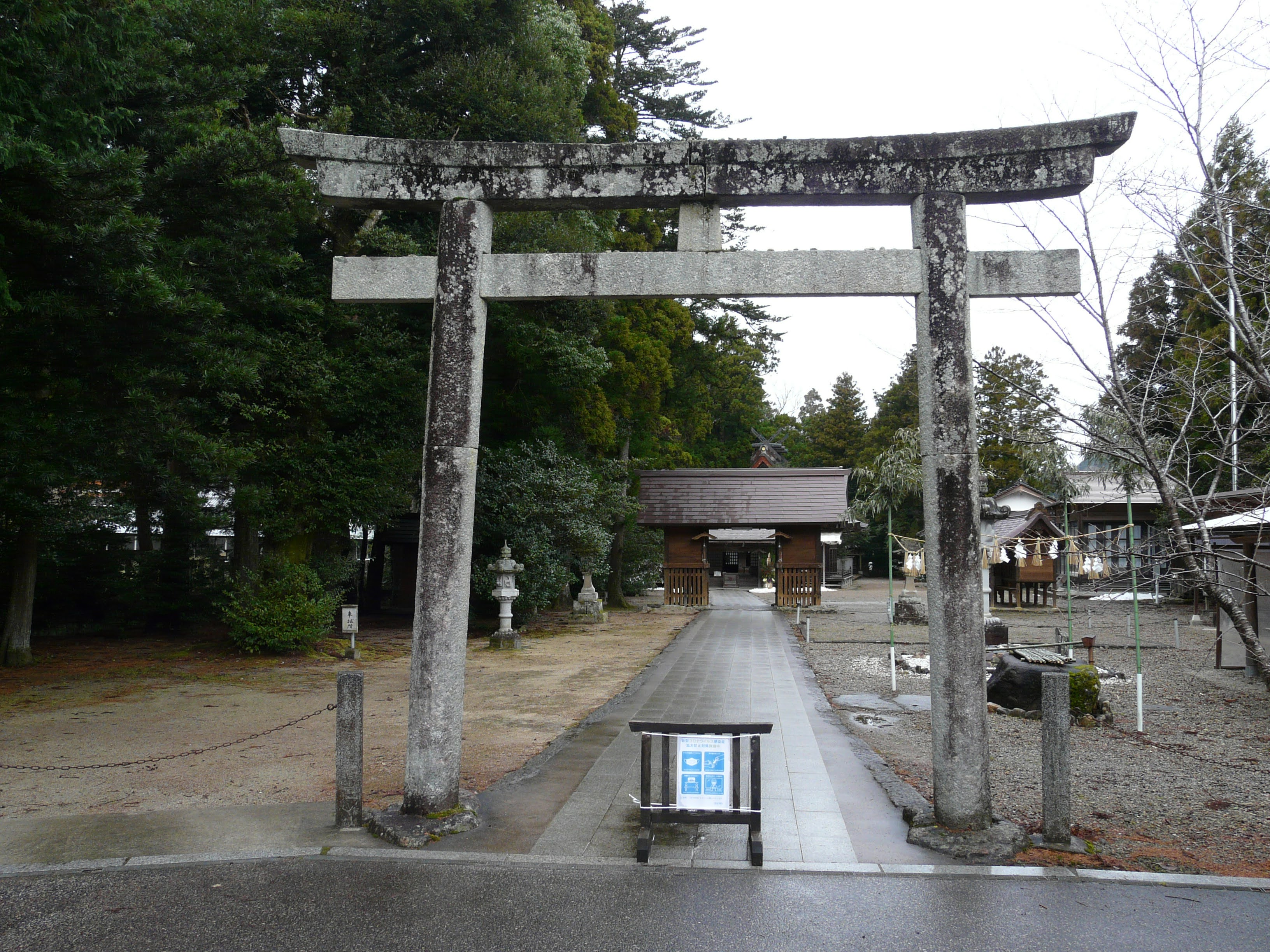
境内入り口鳥居
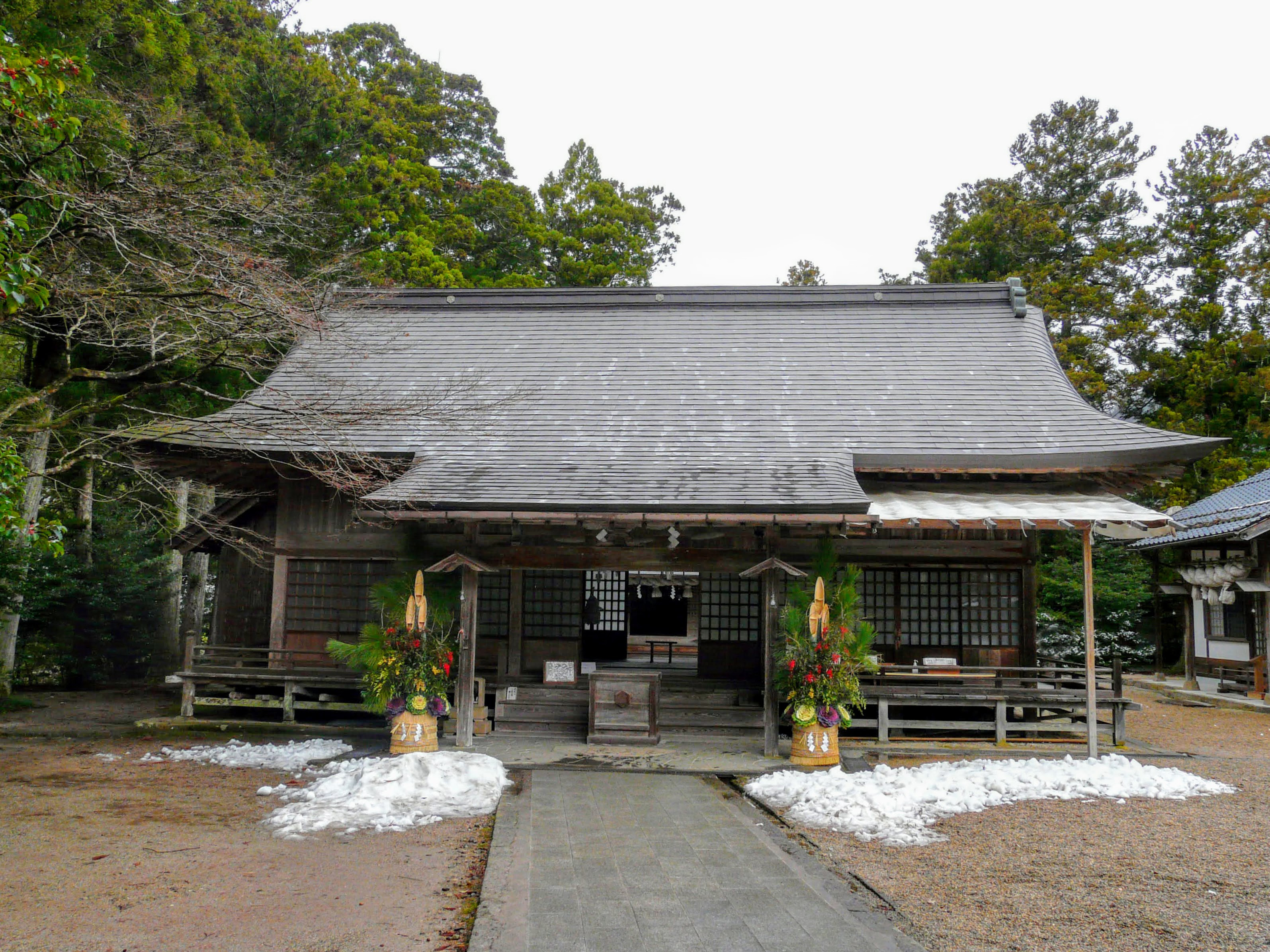
拝殿
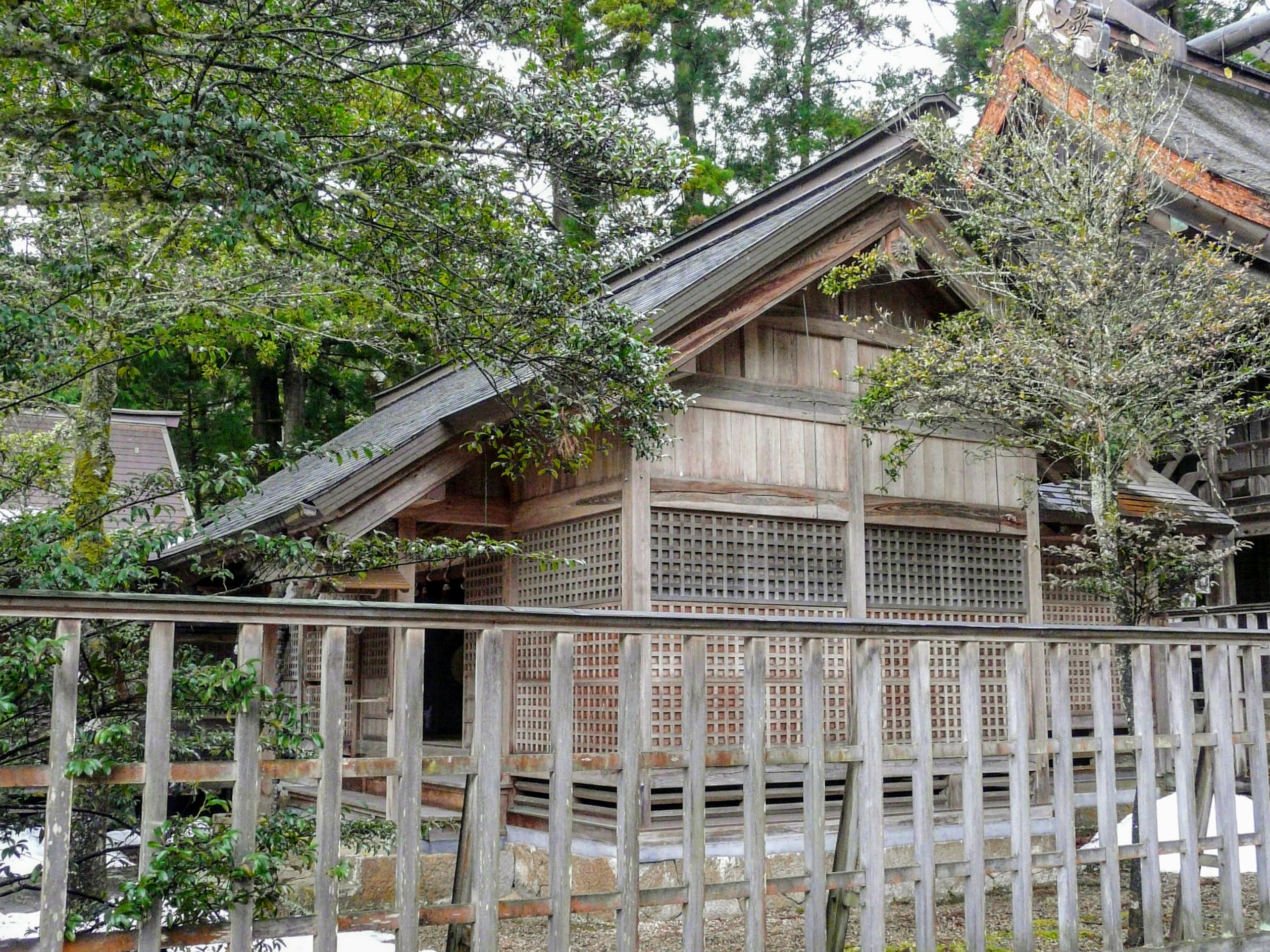
幣殿
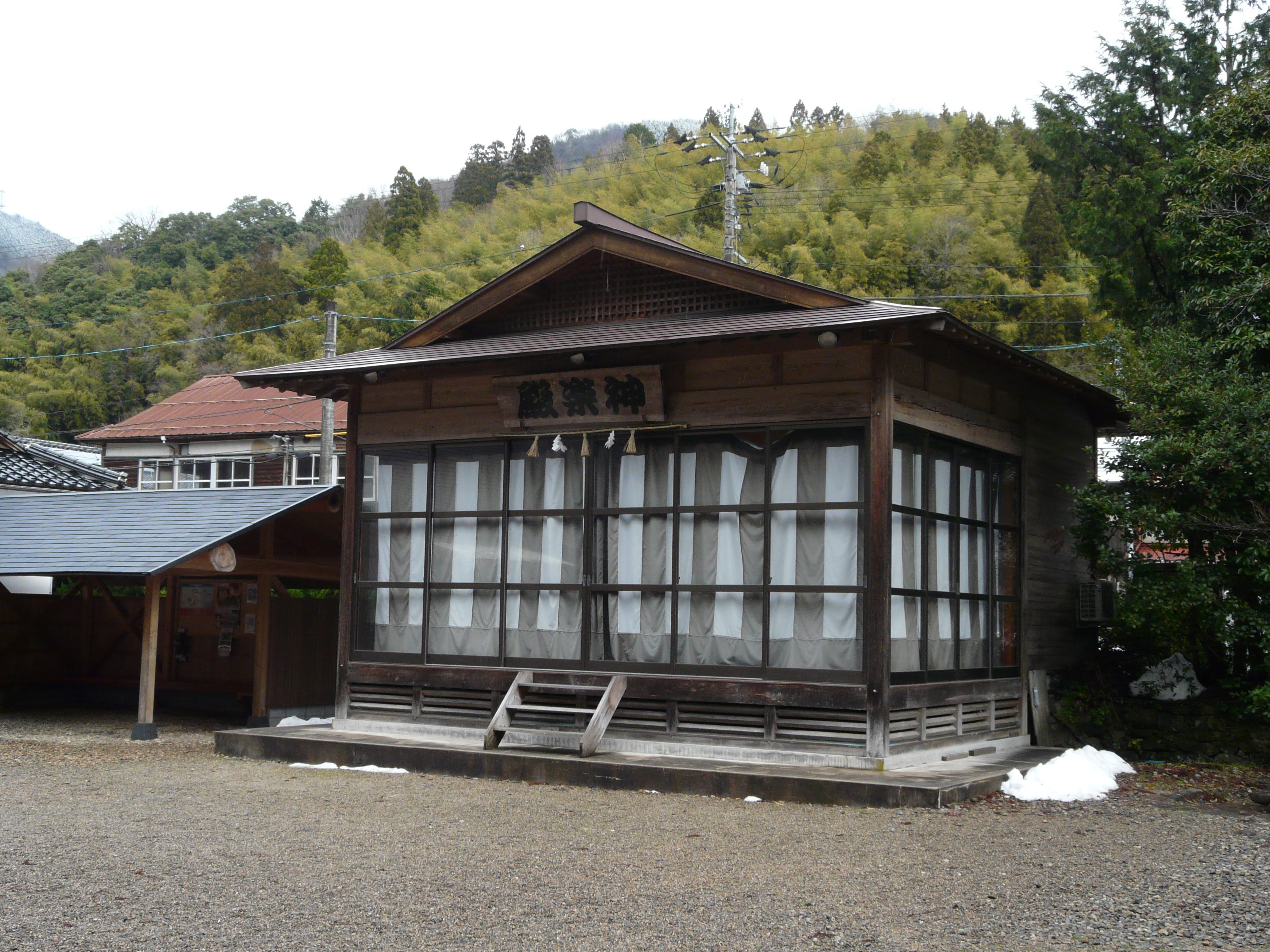
神楽殿
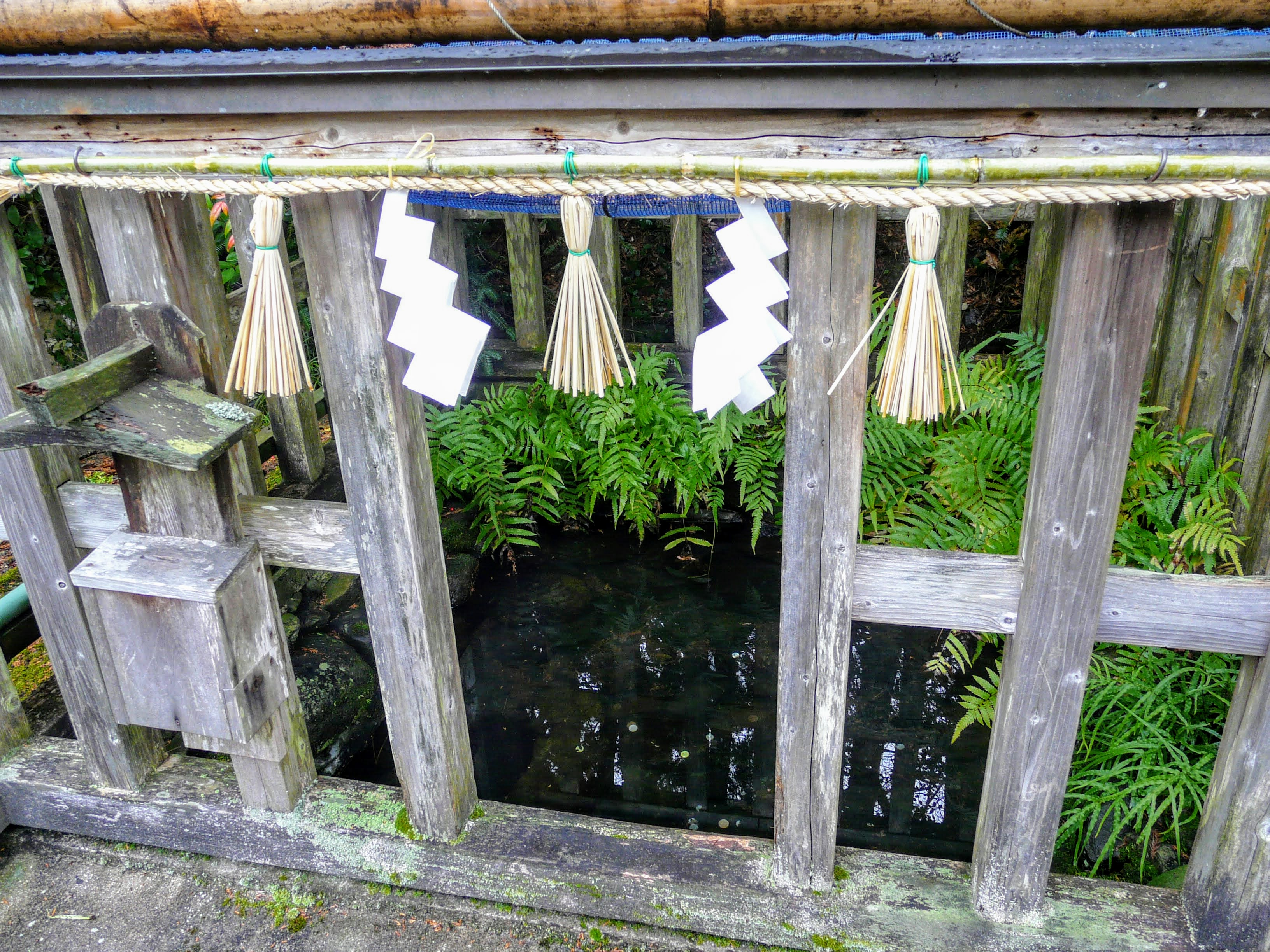
潮（塩）の井
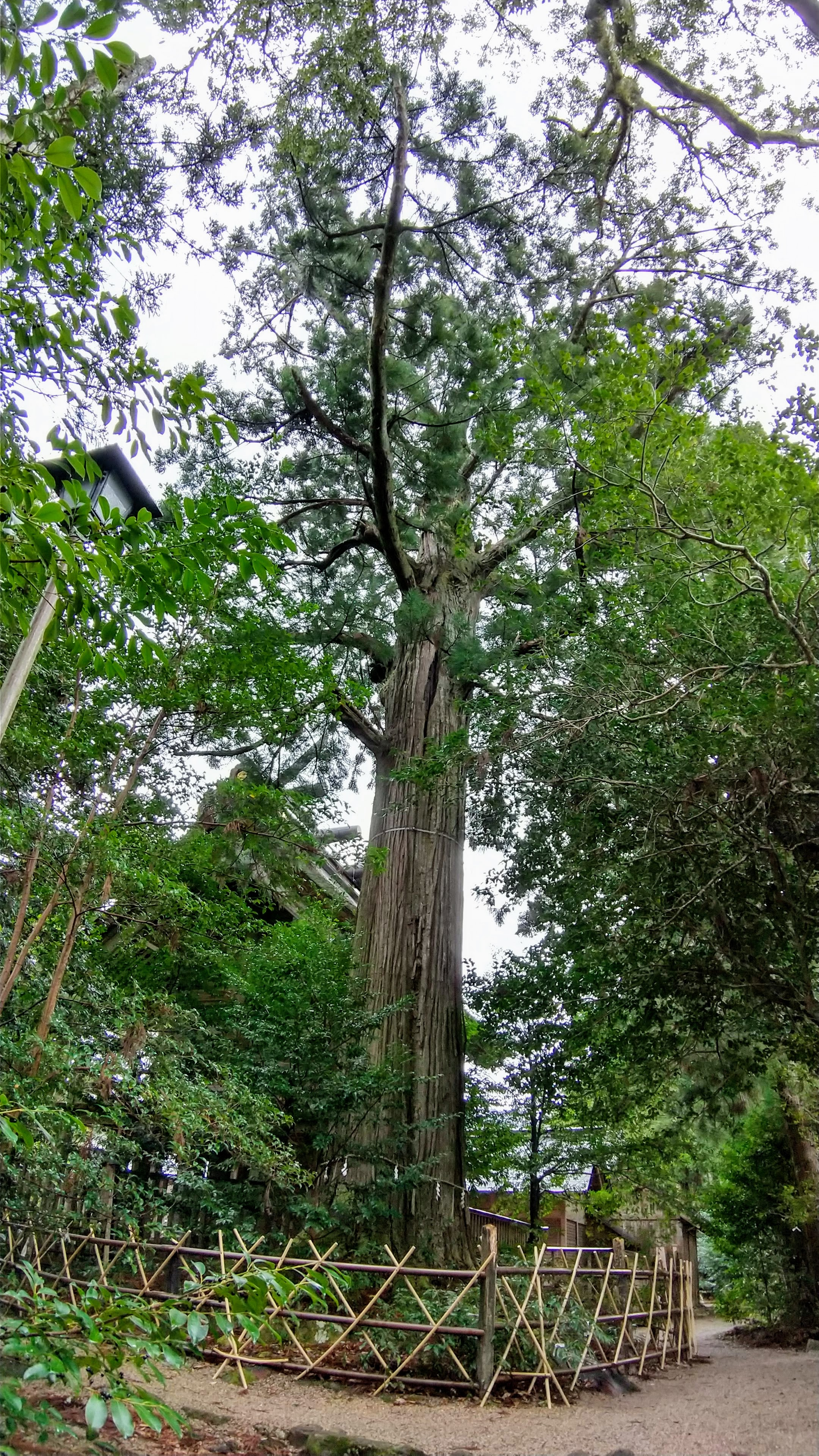
御神木の大杉

### 境内社

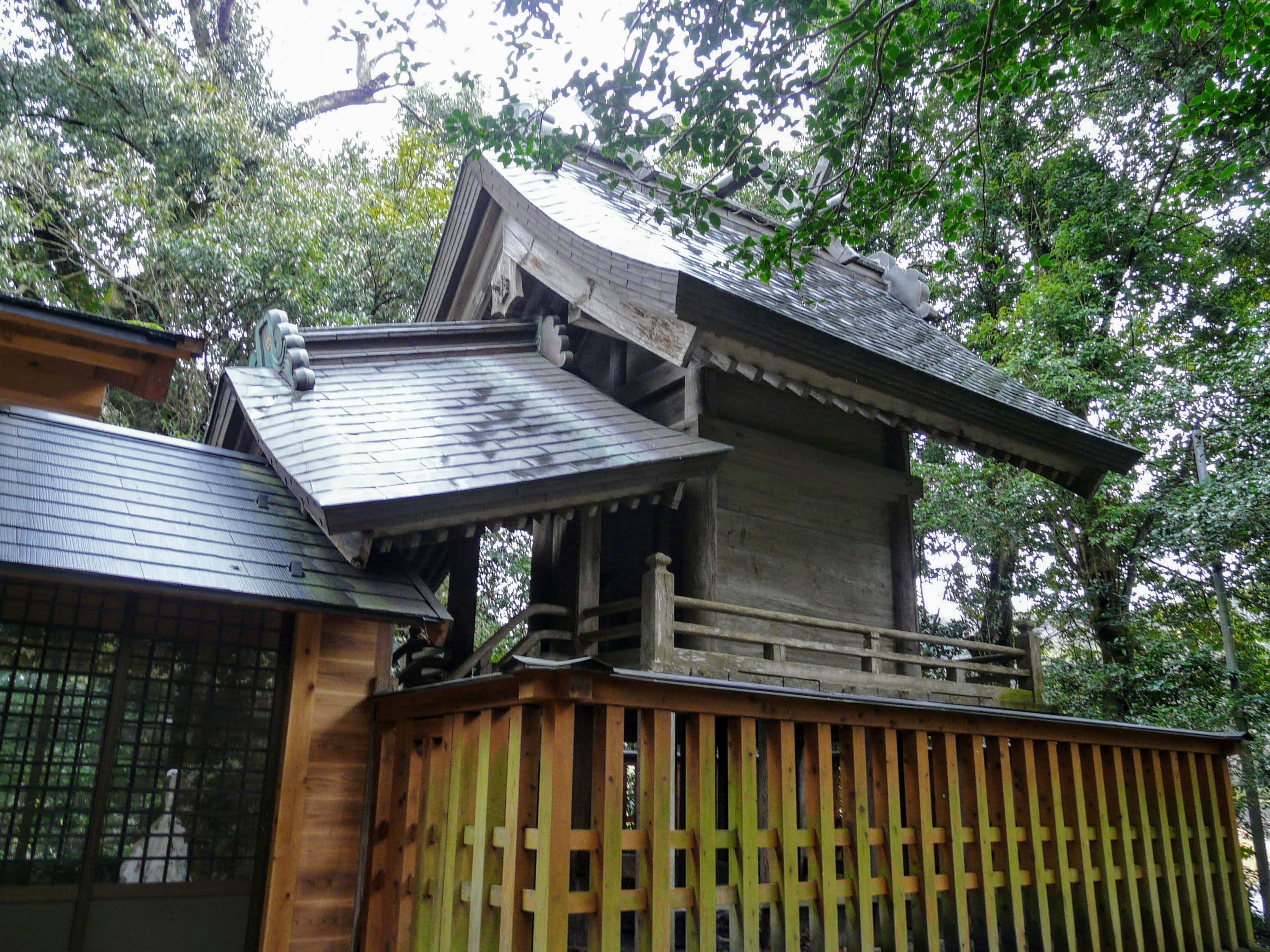
天照社本殿

天照社
祭神：天照大神。神社の前の道路を挟んで向かい側にある。「上の御前さん」、「上社」とも呼ばれる。中世には伊勢宮と呼ばれた。
東・西末社
祭神：天忍穂耳命、天穂日命、天津彦根命、活津彦根命、熊野樟日命、市杵嶋姫命、田心姫命、湍津姫命。
三穂社
祭神：三穂津比売命、事代主命。「下の御前さん」、「下社」とも呼ばれる。
稲荷社
祭神：稲倉魂命。
随神門
祭神：豊磐間戸神と櫛磐間戸神。

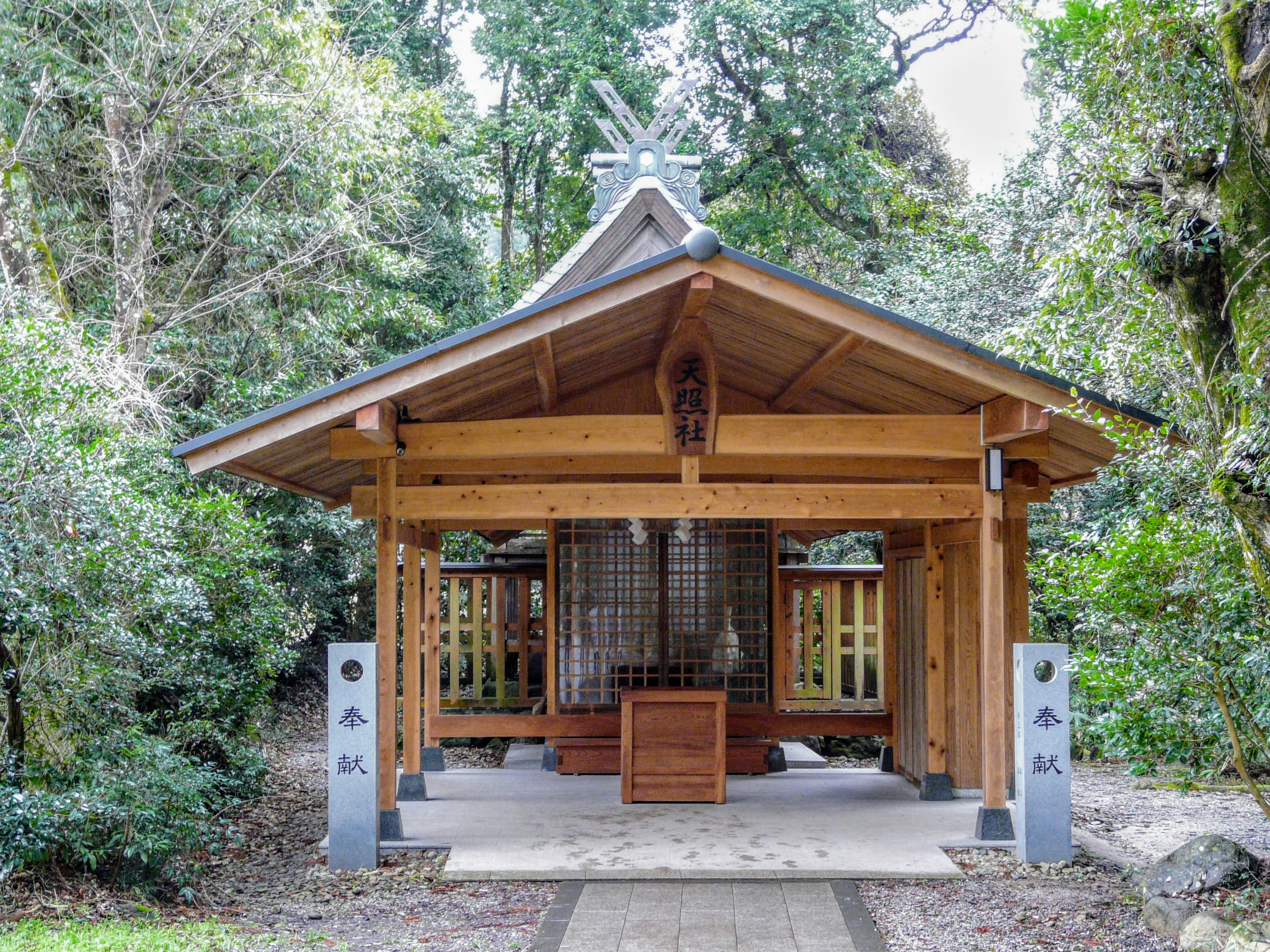
天照社拝殿
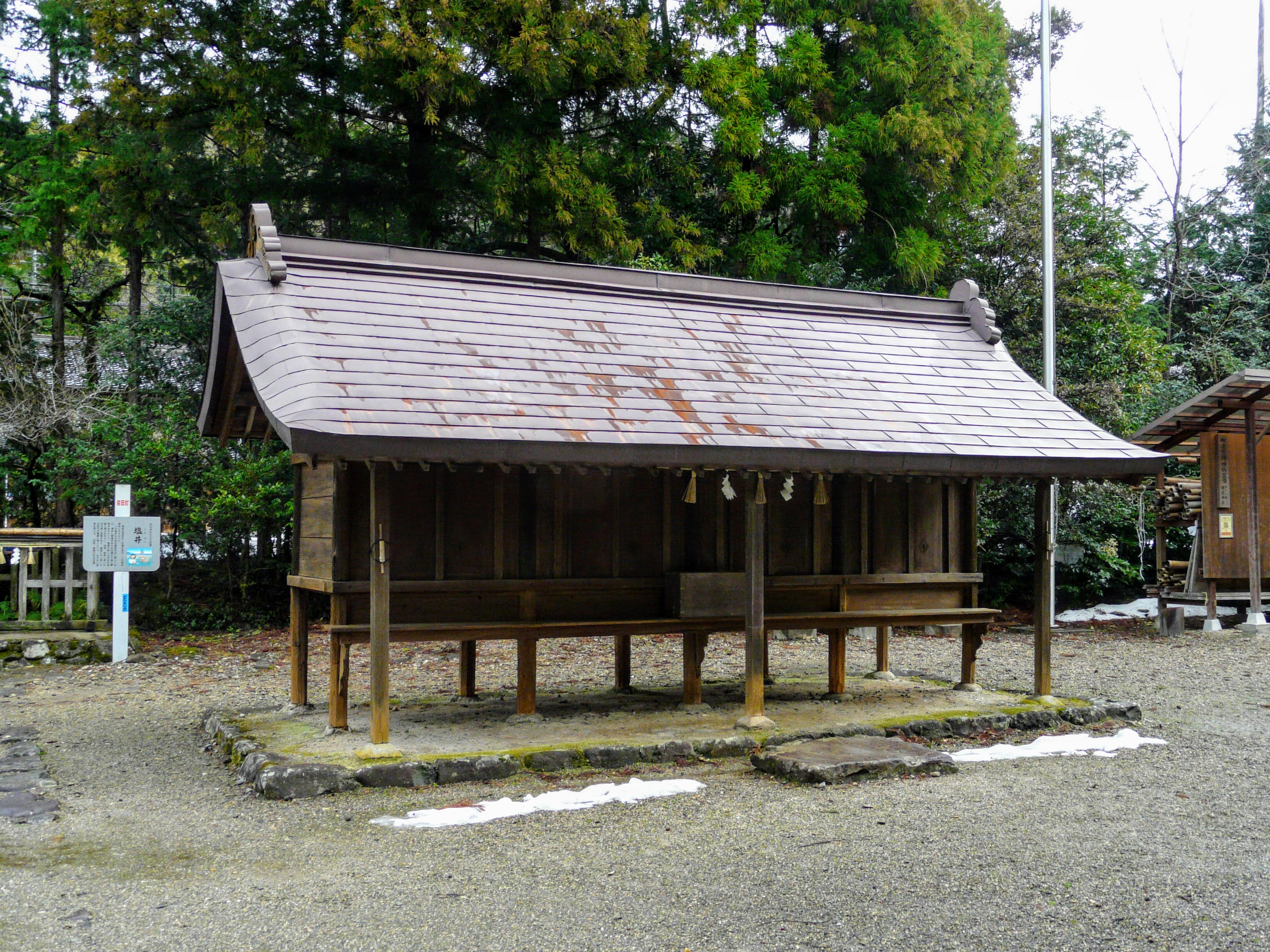
東末社
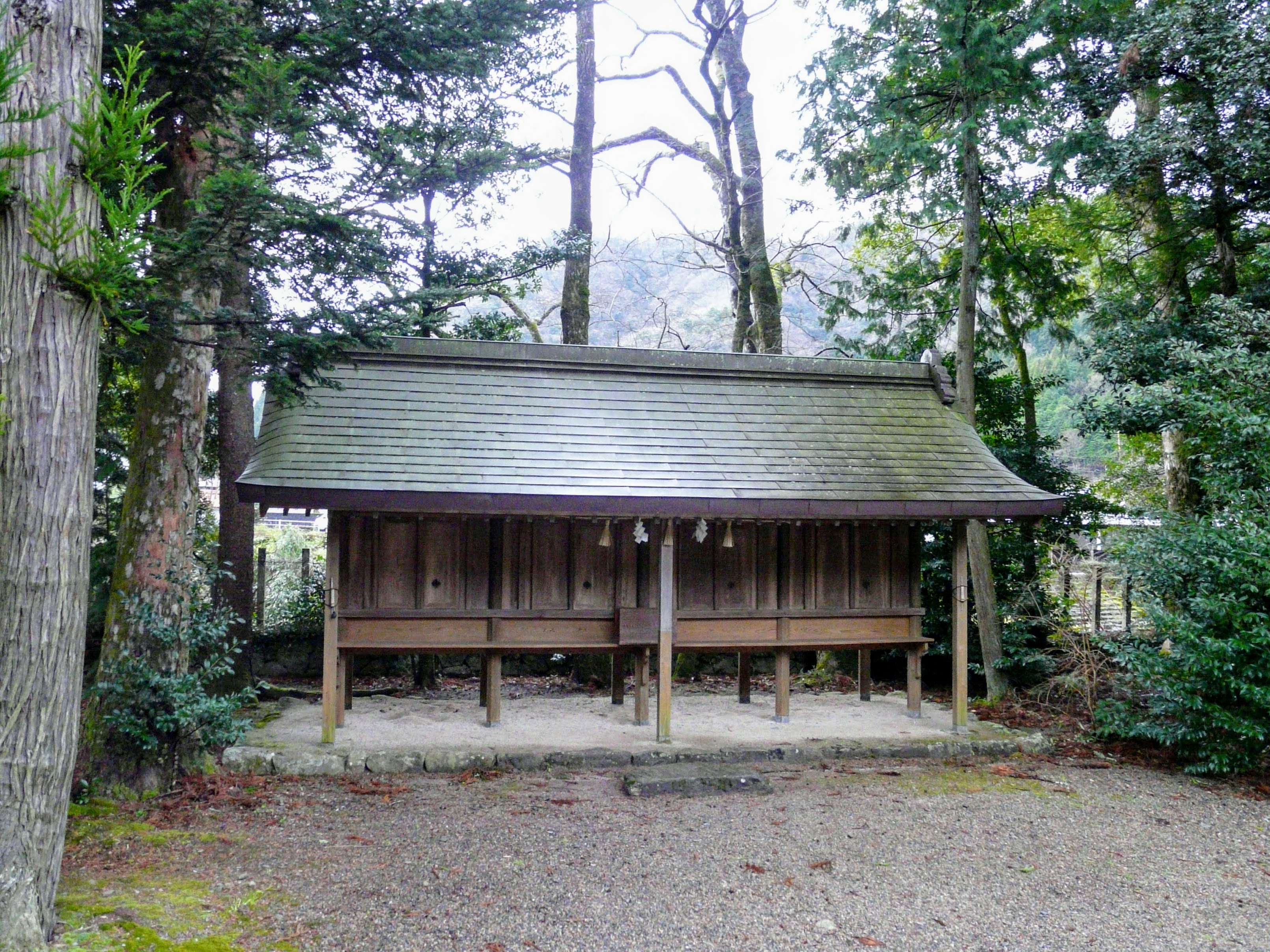
西末社
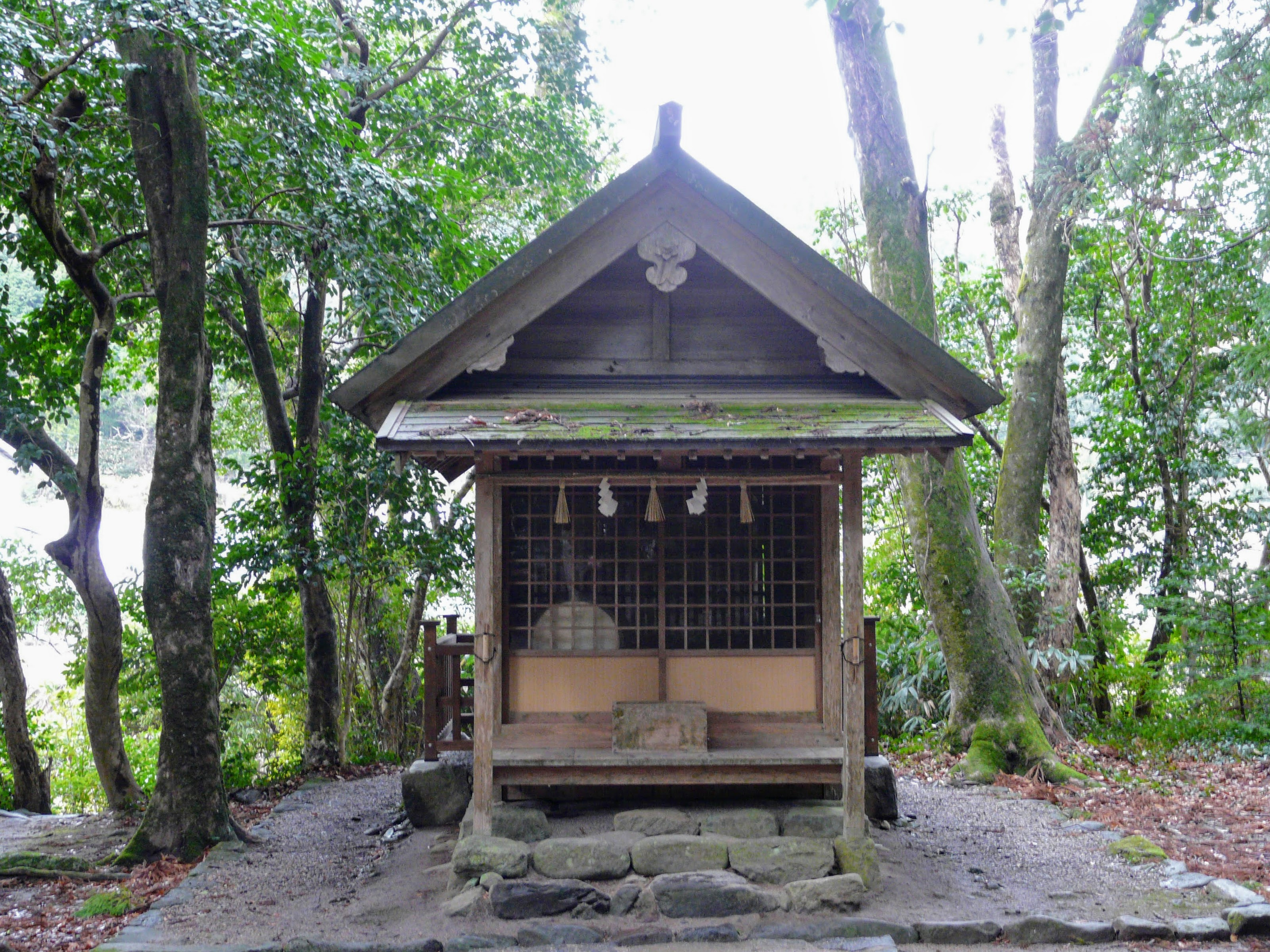
三穂社
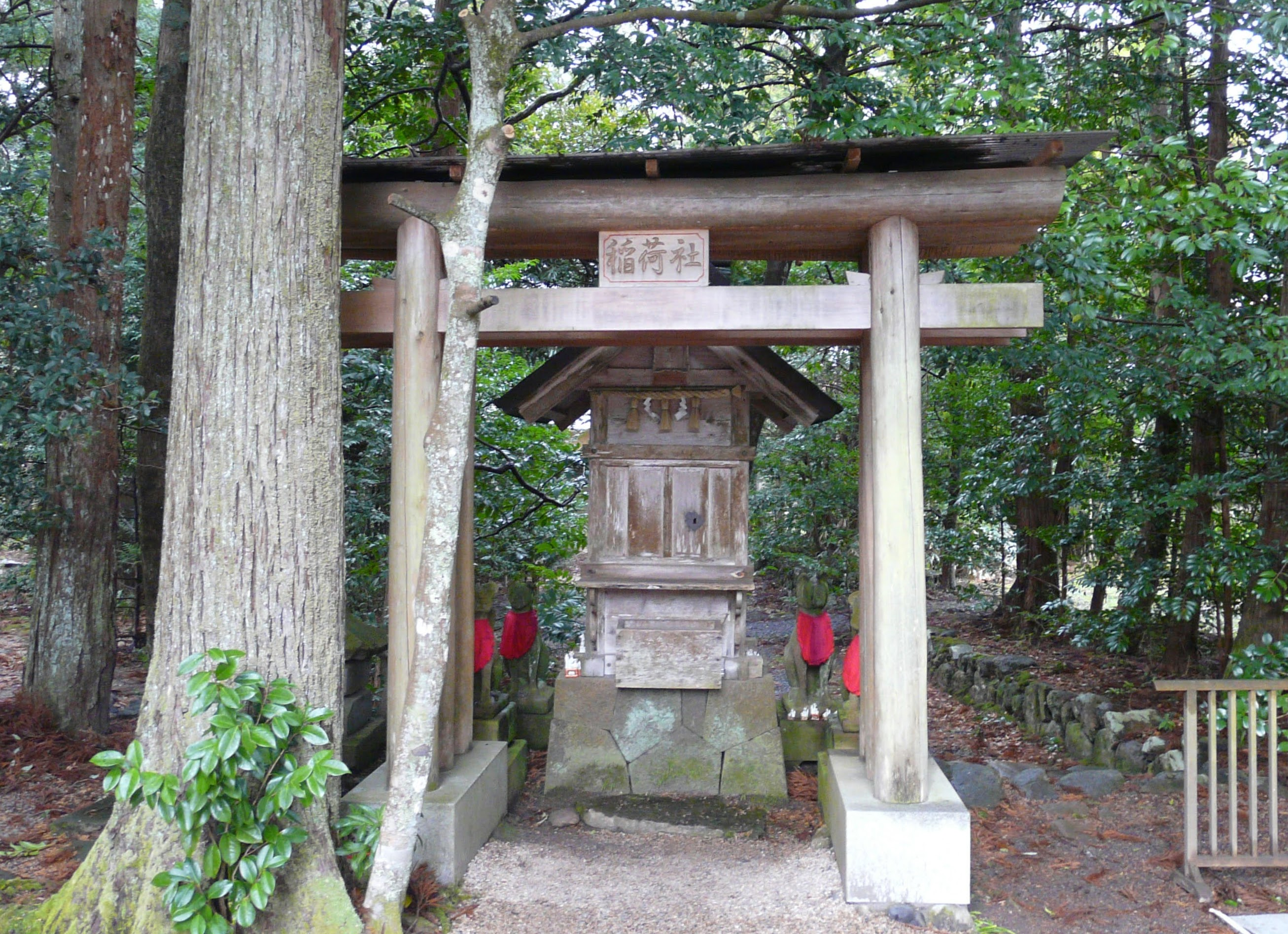
稲荷社
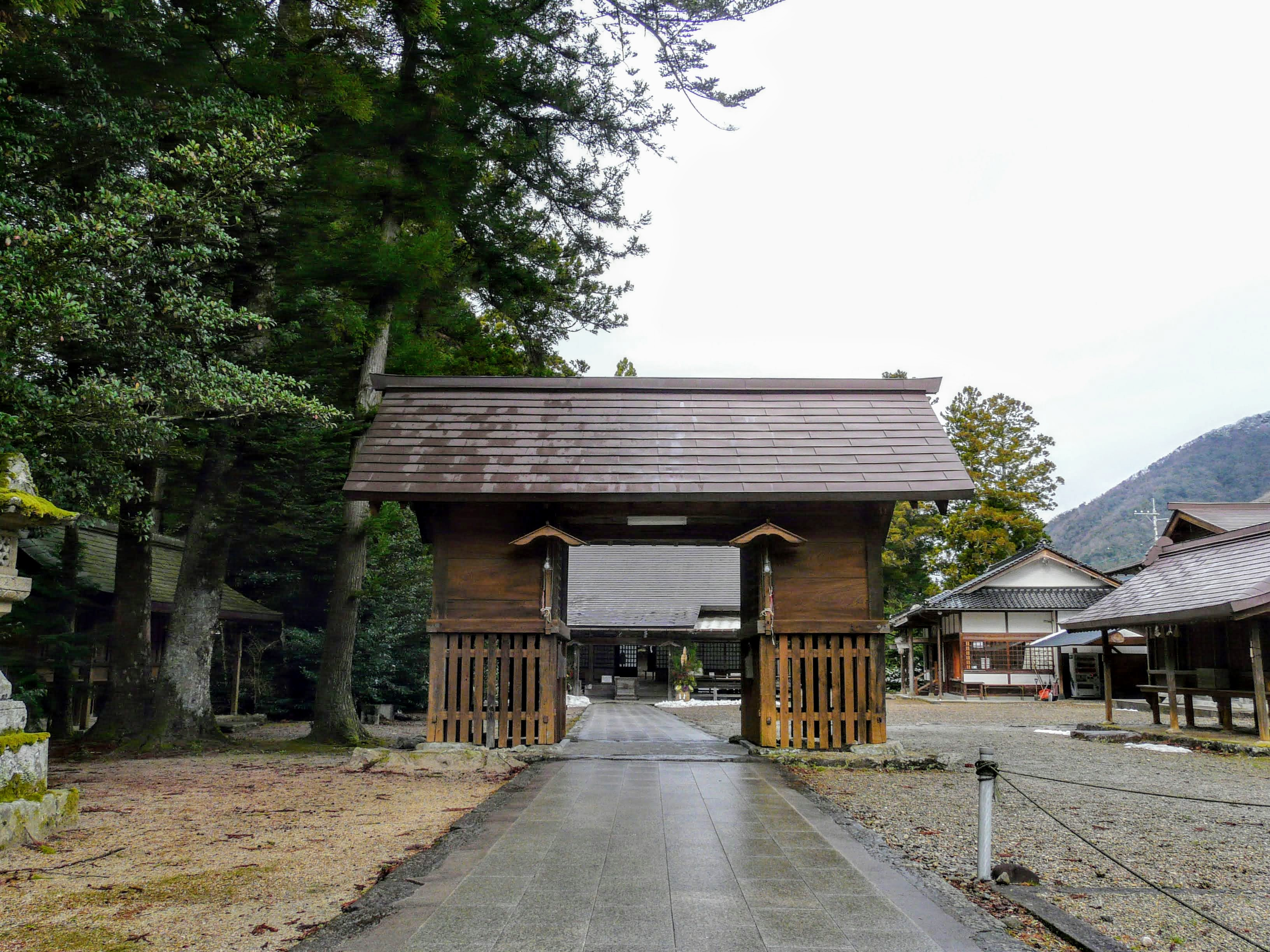
随神門

### 境外社
厳島神社
祭神：市杵嶋姫命、田心姫命、湍津姫命（宗像三女神）。「洗度社」、「祓戸社」とも呼ばれる。
須賀神社
祭神：素戔嗚尊。「才神楽さん」とも呼ばれる。

## 祭礼
- 1月1日 歳旦祭
- 2月3日 節分祭
  - 神楽の奉納、茅の輪の授与、豆撒きが行われる。
- 2月17日 祈年祭
- 4月18日 例祭
  - 朝覲祭 - 例大祭の神事の後に行われる、本殿から向かいの天照社まで渡御する行幸の神事[6]。
- 4月19日 古伝祭
  - 陵王舞 - 古伝祭の神事に引き続き行われる。修理固成・耕田播種の舞楽が行われる[7]。元は、陰陽師系の神人が舞ったものが変容したものと考えられる。
  - 百手神事 - 午後に行われる、悪魔退散・五穀豊穣を祈願する弓射神事[8]。
- 6月30日 大祓
- 8月15日 切明神事
  - 念仏踊り - 午後に行われる。境内に2本の神事花が立てられ、その下に着流しを着た踊り手が円陣を描きながら「ナーマミドー」と唱え、笛に合わせて単調な動きで踊る。中世に田楽系の踊りに念仏聖たちの影響が加わったと考えられる、神仏習合色の強い踊りである。
- 10月17日 秋季祭
- 11月23日 新嘗祭
- 12月31日 大祓
- 毎月15日 月次祭

## 文化財

### 国の重要文化財
- 兵庫鎖太刀（中身無銘） - 1912年（大正元年）9月3日指定[9]。天文23年（1554年）に尼子晴久が奉納。

### 島根県指定
有形文化財
- （建造物）須佐神社本殿 - 1966年（昭和41年）5月31日指定[1]。
- （彫刻）舞楽面「納曽利」 - 1972年（昭和47年）7月28日指定[10]。
- （工芸品）黒韋威鎧残欠 - 2005年（平成17年）4月15日指定[11]。

無形民俗文化財
- 須佐神社の念仏踊り - 1961年（昭和36年）6月13日指定[12]。

## 交通
- 出雲市駅から一畑バス｢出雲須佐行き｣に乗車し、須佐バス停で下車。徒歩3 km。
- 車利用の場合、境内横に駐車場十数台分あり。